# Larentia edmondsii
Larentia edmondsii là một loài bướm đêm trong họ Geometridae.